# Tramadol
Tramadolul este un analgezic din clasa opioidelor cu acțiune centrală utilizat pentru tratarea durerilor de intensitate moderată, severă, acute și cronice. Este metabolizat la nivel hepatic la O-desmetiltramadol, care prezintă o acțiune agonistă puternică la nivelul receptorilor opioizi de tip μ (MOR). De asemenea, prezintă și un efect de inhibare al recaptării serotoninei și noradrenalinei (IRSN). Căile de administrare disponibile sunt: orală, intrarectală, intravenoasă și intramusculară. Se poate asocia cu paracetamol și dexketoprofen.

## Farmacologie
Acționează ca agonist neselectiv al receptorilor opioizi m k și d, avînd o afinitate mai mare pentru receptorii m (miu) de circa 1/6000 ori mai slab față de morfină. De fapt tramadolul este un racemic , în care enantiomerul (+) este de circa 4 ori mai puternic față de enantiomerul (-) Mecanismul de acțiune nu a fost încă pe deplin elucidat, însă se crede că acționează pe calea GABA-ergică, noradrenergică(enantiomerul (-)) si serotoninergică(enantiomerul (+)).Această acțiune se pare că determină un sinergism de potențare cu izomerul (+) crescând de circa 10 ori acțiunea analgezică decît izomerul (-).
Datorita activității la nivelul căii serotoninergice, el interacționează cu alți agenți serotoninergici mai ales SSRI (inhibitorii  selectivi ai recaptării serotoninei), compuși care inhibă metabolismul tramadolului. Are o absorbție foarte bună, fapt ce permite o dozare eficientă pentru calea enterală/parenterală.

### Metabolism

metabolismul tramadolului

Bitransformarea oxidativă este catalizată de SOMH (sistemele oxidazice microzomiale hepatice), metabolizare independentă de citocromul P450:
- izoforma CYP2D6 (ca și codeina) acționează la nivelul atomilor de O și N la 5 metaboliți diferiți. Dintre aceștia, metabolitul 1 are cea mai selectivă acțiune, având o afinitate de circa 200 ori mai mare pentru receptorii miu, decât tramadolul și având un timp de înjumătățire de 9 ore comparativ cu cele 6 ore ale tramadolului. Se pare că un procent de circa 6% din populația globului are  o activitate mult mai lentă a CYP2D6, ceea ce duce în cazurile respective la o reducere a efectului analgezic. Faza a II a metabolismului hepatic duce la  formarea de metaboliți solubili în apă și în consecință apți pentru eliminarea renală.
- izoforma CYP3A4(interacțiuni lka asocierea cu inductoare ale activității izoformei CYP3A4)

### Efecte adverse
- cu incidență similară agoniștilor opioizi clasici: greață , vomă
- cu incidență mai scăzută : depresie respiratorie, sedare, constipație

### Interacțiuni
- asocierea cu inductoare enzimatice ale izoformei CYP3A4, scade efectul analgezic la tramadolului (carbamazepina)
- asocierea cu inhibitoare enzimatice ale izoformei CYP2D6, întîrzie biotransformarea la metabolitul activ
- asocierea cu IMAO (inhibitoare ale monoamin oxidazei) determină un risc crescut de potențare a toxicității
- asociere cu antidepresive ale recaptării serotoninei (potențare cu accidente vasculare cerebrale).

### Dependență
Firma Grunenthal (cea care a pus pe piața tramadolul sub denumirea de Tramal) l-a promovat ca pe un opioid cu risc scăzut de dependență comparativ cu restul opioidelor (fapt pus în evidență și de teste clinice). La un tratament de lungă durată a fost raportată farmacodependență cu sindrom de sevraj, din această cauză se contraindică întreruperea bruscă a tratamentului.